# Пентакарбонил(трифторацетил)марганец
Пентакарбонил(трифторацетил)марганец — металлоорганическое соединение,
карбонильный комплекс марганца
состава Mn(CF3CO)(CO)5,
бесцветные кристаллы,
устойчивые на воздухе.

## Получение
- Реакция  пентакарбонилмарганец натрия и трифторуксусного ангидрида:

{\displaystyle {\mathsf {NaMn(CO)_{5}+(CF_{3}CO)_{2}O\ {\xrightarrow {}}\ }}}
{\displaystyle {\mathsf {{\xrightarrow {}}\ Mn(CF_{3}CO)(CO)_{5}+CF_{3}COONa}}}

## Физические свойства
Пентакарбонил(трифторацетил)марганец образует бесцветные кристаллы, устойчивые на воздухе.
Растворяется в большинстве органических растворителях.

## Химические свойства
- Разлагается при нагревании с образованием пентакарбонил(трифторметил)марганца:

{\displaystyle {\mathsf {Mn(CF_{3}CO)(CO)_{5}\ {\xrightarrow {110^{o}C}}\ Mn(CF_{3})(CO)_{5}+CO\uparrow }}}